# Ксенда, Андрей Фёдорович
Андрей Фёдорович Ксенда — советский хозяйственный и государственный деятель, лауреат Государственной премии СССР за выдающиеся достижения в труде.

## Биография
Родился в 1929 году в Мотоле. Член КПСС.
Пережил немецкую оккупацию.
В 1944—1950 — крестьянин в семейном хозяйстве
В 1950—1954 — военнослужащий Советской армии в Алтайском крае.
В 1954—1990 — заведующий пилорамой, бригадир комплексной бригады колхоза «40 лет Октября» Ивановского района Брестской области Белорусской ССР.
За освоение и внедрение прогрессивной технологии, комплексной механизации при возделывании технических, овощных, плодовых культур, картофеля, льна, хлопка, чая и получение высоких урожаев этих культур был в составе коллектива удостоен Государственной премии СССР за выдающиеся достижения в труде 1980 года.
Депутат Верховного Совета Белорусской ССР 7-го созыва.
Жил в Брестской области.

## Награды
- Орден Ленина (дважды)
- Орден Дружбы народов